# Максимилиан (Лазаренко)
Архиепи́скоп Максимилиа́н (в миру Алекса́ндр Па́влович Лазаре́нко; 9 ноября 1950, Фрунзе, Киргизская ССР) — епископ Русской православной церкви, архиепископ Песоченский и Юхновский. Фотохудожник.

## Биография
Родился 9 ноября 1950 года в семье архитектора. В  июле 1955 года в городе Балашове Саратовской области принял крещение, но  к сознательной вере пришел в зрелом возрасте.
В 1958 году поступил в Мытищинскую среднюю школу № 9. В 1966 году окончил Мытищинскую среднюю школу № 18 и поступил в Калининградский механический техникум (в городе Калининграде, ныне Королёве Московской области). По окончании техникума ему была присвоена квалификация техника-механика.
C 1970 года по распределению работал в Центральном Конструкторском Бюро на заводе экспериментального машиностроения в городе Калининграде (Московская область) в должности конструктора III категории.
В мае 1970 года был призван в ряды Вооруженных Сил СССР. Проходил службу в ракетных войсках. Уволен в запас в мае 1972 года в звании старшего сержанта.
В 1972 году поступил в Центральный институт физической культуры Москвы, который с отличием окончил в 1976 году по специальности физическая культура и спорт, с присвоением квалификации преподавателя физического воспитания. По распределению был направлен в Московский лесотехнический институт на должность преподавателя.
В 1979 году, по окончании срока отработки уволился по собственному желанию и поступил во второй класс Московской духовной семинарии.
В 1982 году был зачислен на первый курс Московской духовной академии, которую окончил в 1986 году. В период обучения нес послушания в студенческом и братском хоре, а также послушание иподиакона у патриарха Московского и всея Руси Пимена.
В октябре 1984 года был принят послушником в братию Свято-Троице-Сергиевой Лавры. 26 декабря 1984 года принял монашеский постриг.
2 февраля 1985 года рукоположен в сан иеродиакона, 10 марта 1985 года — в сан иеромонаха митрополитом Серапионом в Свято-Успенском кафедральном соборе города Владимира. 4 апреля 1987 года возведён в сан игумена.
В Свято-Троице-Сергиевой Лавре нёс послушания духовника, заведующего хозяйственным складом, помощника эконома, заведующего подсобным хозяйством, помощника благочинного, заведующего книжной экспедицией в издательском отделе.

### Архиерейство
22 февраля 1993 года решением Священного Синода Русской православной церкви определён быть епископом Вологодским и Великоустюжским.
7 апреля 1993 года в Благовещенском соборе Московского Кремля патриархом Московским и всея Руси Алексием II был возведён в сан архимандрита.
9 апреля 1993 года в Богоявленском кафедральном соборе города Москвы состоялось наречение архимандрита Максимилиана во епископа Вологодского и Великоустюжского.
10 апреля в Богоявленском соборе Москвы хиротонисан во епископа Вологодского и Великоустюжского. Хиротонию совершили: Патриарх Московский и всея Руси Алексий II, митрополит Крутицкий и Коломенский Ювеналий (Поярков), архиепископ Солнечногорский Сергий (Фомин), епископ Истринский Арсений (Епифанов), епископ Подольский Виктор (Пьянков), епископ Дмитровский Филарет (Карагодин).
В июле 1994 года крестные ходы прошли в Вологде и Устюжне. В августе того же года, после 73-летнего перерыва, совершил Божественную литургию в Вологодском Софийском соборе. 14 августа 1996 года освятил верхний храм Спасского собора в Спасо-Прилуцком монастыре, в обители открылся епархиальный церковно-археологический музей. В мае 1997 года епархии возвращён Иоанновский Горний монастырь, 6 октября 1998 года решением Священного Синода в Кирилло-Белозерском монастыре возобновилась монашеская жизнь. 6 октября 1999 года решением Священного Синода открыт Горицкий Воскресенский монастырь. 6 марта 2003 года на территории женской колонии в Вологде освящён новопостроенный храм в честь иконы Божией Матери «Всех скорбящих Радость». 27 августа 2003 года заложена часовня на горе Золотуха, близ Кириллова, на месте расстрела священномученика Варсонофия и преподобномученицы Серафимы. 26 декабря 2003 года Павло-Обнорское подворье Спасо-Прилуцкого монастыря преобразовано в Свято-Троицкий Павло-Обнорский мужской монастырь. 29 февраля 2004 года патриархом Алексием II был возведён в сан архиепископа.
Архиерейство Максимилиана отличалось осторожностью в кадровой и финансовой политике. На службу он стремился назначать преимущественно вологодских священнослужителей, желательно окончивших Вологодское духовное училище и рукоположенных в епархии. Новые храмы и монастыри открывались медленно, поскольку для епископа было крайне важным обеспечить их соответствующими компетентными кадрами и материальными ресурсами.
27 июля 2011 года был утверждён священноархимадритом Спасо-Прилуцкого и Кирилло-Белозерского мужских монастырей.
30 мая 2014 года Священным Синодом переведён на новообразованную Песоченскую епархию в составе Калужской митрополии с титулом «Песочненский и Юхновский». 8 июня в Софийском соборе Вологды провёл своё последнее богослужение и представил присутствующим правящего архиерея Вологодской епархии епископа Игнатия (Депутатова). 13 июня прибыл к месту своего служения.
В 2017 году отмечал: «Здесь 35 приходов при 20 священниках. Центром является калужский город Киров, где проживают 30 тысяч человек. До 1936 года он именовался Песочней, отсюда и название епархии. Сейчас на территории Кирова строится новый храм, а в близлежащем Мосальском районе ведется восстановление Свято-Успенского Ферапонтова монастыря. На калужской земле, как и на Вологодчине, живут хорошие и душевные люди, встретили здесь меня замечательно, митрополит Климент и местные власти всячески поддерживают. Год назад епархиальное управление переехало в новое двухэтажное здание, которое первоначально использовалось одной из федеральных структур».

## Публикации
статьи
- Церковь Православная растет и умножается // Губернские новости. — Томск, 1995. — 14 янв.
- Не хлебом единым будет жить человек // Красный Север. Вологда, 1996. 6 июля
- Тонкий яд злословия // Епархиальная газета «Благовестник». 2003 — № 11-12.
- Таинства суть орудия спасения в сем веке // Епархиальная газета «Благовестник». 2004 — № 6-8.
- Богу угодно, чтобы человеки наставлялись человеками // Епархиальная газета «Благовестник». 2004 — № 9-10.
- Отворите сердца добру // Епархиальная газета «Благовестник». 2004. — № 1-3.
- Обращение к участникам VIII Димитриевских чтений // Епархиальная газета «Благовестник». 2004 — № 4-5.
- «Красный Север» — любимая газета вологжан // Вологодская областная газета «Красный Север». 31.01.2004
- Бороться с сорняками духовными // Вологодская областная газета «Красный Север». 21.02.2004
- Они показывают, как быть счастливыми // Вологодская областная газета «Красный Север». 19.06.2004 г.
  - Святые показывают нам, как быть счастливыми // Епархиальная газета «Благовестник». 2004 — № 6-8.
- Строить жизнь на началах любви (Об Архиерейском Соборе 2004 года) // Вологодская областная газета «Красный Север». 27.10.2004.
- Позицию «Красного Севера» поддерживаю // Вологодская областная газета «Красный Север». 22.11.2004.
- Покаяние определяется мерой смирения // Епархиальная газета «Благовестник». 2005. — № 1-3.
- Святоотеческое учение о послушании // Епархиальная газета «Благовестник». 2005. — № 7-9.
- Церковь и защита Отечества // Вологодская областная газета «Красный Север». 24.02.2005.
- Что мы выбираем: благословение или проклятие? (Доклад на IX Димитриевских чтениях 03.03.2005 г.) // Вологодская областная газета «Красный Север». 17.03.2005.
- Милостыня есть искусство // Вологодская областная газета «Красный Север». 19.05.2005.
- Разделение грозит гибелью // Вологодская областная газета «Красный Север». 27.10.2005.
- Обращение в связи с празднованием Казанской иконы Божией Матери и Дня народного единства // Епархиальная газета «Благовестник». 2005 — № 7-9.
  - Обращение в связи с празднованием Казанской иконы Божией Матери и Дня народного единства // Вологодская областная газета «Красный Север». 27.10.2005.
- Православие требует большого ума // Благовестник. Вологда, 2008. — № 1/3. — С. 8-11.
- Искусство и истина: далекое или близкое… // Художественный Совет. — М., 2009. — № 3. — С. 40-43.
- Недуг духовного инфантилизма // Православная беседа. — М., 2009. — № 4. — С. 8-17.
- Учение святителя Игнатия о послушании в свете творений святых отцов // Журнал Московской Патриархии. 2009. — № 6. — С. 72-82.
- Сердце Северной Фиваиды. Каталог фоторабот архиепископа Вологодского и Великоустюжского Максимилиана. — Вологда, 2010. — 89 с.
- Он всецело отдался служению Богу и людям // Журнал Московской Патриархии. — 2011. — № 11. — С. 83.
- О подготовке к Таинствам // Благовестник. — Вологда, 2012. — № 4. — С. 7-11.
- Двадцать лет на земле Северной Фиваиды // Вологодский лад. 2013. — № 1 (26). — С. 112—117.
- Недуг духовного инфантилизма: феномен современного младостарчества в свете учения святителя Игнатия Брянчанинова о послушании // Православная беседа, 29.12.2017

интервью
- Епископ северной Фиваиды (беседа) // Епархиальная газета «Благовестник». 2003 — № 1-3.
- Считаю себя вологжанином (беседа) // Вологодская областная газета «Красный Север». 09.04.2003
- Проповедовать Христа словом и делом (беседа) // Епархиальная газета «Благовестник». 2003 — № 11.
- Святыня возвращается на Вологодчину (беседа) // Вологодская областная газета «Красный Север». 17.11.2004.
- «Даждь Ми сердце твое» (возможен ли аскетизм в наше время? — об этом размышляет епископ Вологодский Максимилиан) // Вера-Эскӧм. — 1999. — № 348 (ноябрь)
- КАДРЫ: архиепископ Вологодский и Великоустюжский МАКСИМИЛИАН // foma.ru, № 4 (72) апрель 2009
- 20 лет на Вологодской кафедре Беседа с архиепископом Вологодским и Великоустюжским Максимилианом // pravoslavie.ru, 29 апреля 2013
- «Нужно всеми силами избегать „механического участия“ в таинствах» // pravoslavie.ru, 30 апреля 2013
- Архиепископ Песоченский и Юхновский Максимилиан: Мощь нации определяет нравственность // vest-news.ru, 16 октября 2014
- Владыка Максимилиан: «Вологжане навсегда остались в моем сердце» // «Красный Север» № 58, 31 мая 2017
- Надо воспитывать не лидеров, а героев // pravoslavie.ru, 14 июня 2017

## Награды
Церковные:
- палица и наперсный крест с украшениями (26 марта 1988)
- медаль прп. Сергия Радонежского 2-й степени (6 декабря 1985)
- серебряная Ярославской епархии (25 февраля 2004)
- Орден преподобного Сергия Радонежского 2-й степени (9 ноября 2000)
- орден преподобного Серафима Саровского 2-й степени (2 февраля 2005) — во внимание к усердному архиерейскому служению и в связи с 20-летием служения в священном сане[15]
- блгв. кн. Александра Невского (25 мая 2007)
- орден благоверного князя Даниила Московского 2-й степени (17 июня 2007) — «в знак признания Вашего архипастырского подвига»[16]
- орден святителя Иннокентия митрополита Московского и Коломенского II степени (11 ноября 2010) — за усердные труды во славу нашей Церкви[17]
- орден святителя Макария, митрополита Московского, II степени (10 апреля 2013) — во внимание к Вашему служению и в связи с 20-летием архиерейской хиротонии[18]

Светские:
- Орден Дружбы (3 ноября 2000) — за большой вклад в возрождение духовно-нравственных традиций и укрепление гражданского мира[19]
- Медаль Академии Российской словесности «Ревнителю Просвещения» (20 апреля 2000)
- Золотая медаль «За миротворческую и благотворительную деятельность» (25 февраля 2003)
- Серебряная медаль «За вклад в развитие уголовно-исполнительной системы России» (21 февраля 2008)
- Медаль им. Н. М. Хохолкова (4 мая 2008)
- Почётный знак «За личный вклад в развитие Калужской области» (17 марта 2025) — за большой личный вклад в сохранение и развитие духовно-нравственных традиций